# 1875 en science-fiction
| Années de la science-fiction : 1872 - 1873 - 1874 - 1875 - 1876 - 1877 - 1878    |
| Décennies de la science-fiction : 1840 - 1850 - 1860 - 1870 - 1880 - 1890 - 1900 |

L'année 1875 a connu, en matière de science-fiction, les faits suivants :

## Naissances et décès

### Décès
- Annie Denton Cridge, suffragiste, socialiste, conférencière et autrice de science-fiction féministe[1], née en 1825.